# Vesiculentomon
Vesiculentomon es un género de Protura en la familia Acerentomidae.

## Especies
- Vesiculentomon marshalli Rusek, 1974
- Vesiculentomon ruseki Nosek, 1977